# Puntadura
Puntadura (in croato Vir) è un comune sull'isola omonima della Dalmazia nella regione zaratina, aveva 1 608 abitanti (censimento del 2001).
Dagli anni settanta l'isola è collegata alla terraferma da un ponte.

## Etimologia
Il suo nome deriva dal dalmatico Punta de Ura che deriva da ueru, ovvero "prato" o "pascolo".

## Località
Il comune di Puntadura è suddiviso in 3 frazioni (naselja) di seguito elencate. Tra parentesi il nome in lingua italiana, generalmente desueto.
- Lozice (Santa Caterina)
- Torovi (Torre di Puntadura)
- Vir (Puntadura), sede comunale